# Rainer Schmidt (Skispringer)
Rainer Schmidt (* 1. August 1948 in Langewiesen) ist ein ehemaliger deutscher Skispringer.

## Werdegang
Schmidt gewann 1966 das Springen bei der Jugend-Spartakiade. Nachdem er aber in der Folge aufgrund einer Verletzung einige Zeit pausieren musste, konnte er erst 1968 in den DDR-Nationalkader aufgenommen werden. Bei den DDR-Skimeisterschaften 1968 in Oberhof sicherte er sich mit der Mannschaft die Silbermedaille. Seine erste Vierschanzentournee 1968/69 beendete Schmidt auf Rang 25 der Tournee-Gesamtwertung.
Bei den DDR-Skimeisterschaften 1969 in Oberwiesenthal gewann er mit der Mannschaft den Titel und damit die Goldmedaille. Bei der Vierschanzentournee 1969/70 konnte sich Schmidt im Vergleich zum Vorjahr deutlich verbessern. So sprang er in Oberstdorf und Garmisch-Partenkirchen zweimal auf einen guten 14. Platz, bevor er auf der Bergiselschanze in Innsbruck als Sechster überraschte. In Bischofshofen stand er nach Rang zwei auf der Paul-Außerleitner-Schanze erstmals auf dem Podest.
Bei der Nordischen Skiweltmeisterschaft 1970 in Štrbské Pleso sprang er von der Großschanze mit Sprüngen auf 84 und 98,5 Meter auf den 28. Platz. Von der Normalschanze belegte er nach Sprüngen 77 und 76 Meter punktgleich mit Karel Kodejška am Ende Rang 20. Bei den DDR-Skimeisterschaften 1970 in Brotterode wenig später verpasste er als Vierter von der Normalschanze und Sechster von der Großschanze eine Medaille knapp. Bei der Vierschanzentournee 1970/71 startete er daraufhin nicht im Team der DDR. Erst zur Vierschanzentournee 1971/72 kam er zurück ins Nationalteam und sprang als Zweiter beim Auftaktspringen in Innsbruck erneut aufs Podium. Jedoch konnte er diese Leistung in den folgenden Springen nicht wiederholen und beendete daraufhin die Tournee nur auf Rang 16 der Gesamtwertung. Bereits vor der Tournee hatte er zu Beginn des Jahres bei den DDR-Skimeisterschaften 1971 in Johanngeorgenstadt seinen ersten DDR-Meistertitel von der Großschanze gewonnen. Von der Normalschanze gewann er zudem Silber.
Bei den Olympischen Winterspielen 1972 in Sapporo gewann er von der Großschanze die Bronzemedaille. Von der Normalschanze war er zuvor nur auf Rang 15 gesprungen. Mit der folgenden Vierschanzentournee 1972/73 bestritt er seine erfolgreichste Tournee. So gewann er die Springen in Oberstdorf und Garmisch-Partenkirchen und stand als Zweiter auch in Innsbruck auf dem Podium. Nach einem 12. Platz in Bischofshofen belegte er schlussendlich den ersten Rang in der Tournee-Gesamtwertung.
An diesen Erfolg konnte Schmidt nicht mehr anknüpfen. Bei den DDR-Skimeisterschaften 1973 in Schmiedefeld verpasste er mit zwei vierten Plätzen eine erneute Medaille.
Bei der Skiflug-Weltmeisterschaft 1975 sicherte sich Schmidt noch einmal die Silbermedaille. 1976 beendete er, nachdem er keinen Startplatz bei den Olympischen Winterspielen 1976 in Innsbruck bekam, schließlich seine aktive Skisprungkarriere.
Heute ist Schmidt als erfolgreicher Landes- und Nachwuchstrainer in Oberhof tätig.

## Erfolge

### Vierschanzentournee-Platzierungen
| Saison  | Platz | Punkte |
| ------- | ----- | ------ |
| 1968/69 | 25.   | 737,1  |
| 1969/70 | 05.   | 890,3  |
| 1971/72 | 16.   | 855,1  |
| 1972/73 | 01.   | 913,9  |
| 1973/74 | 17.   | 840,1  |
| 1974/75 | 06.   | 834,4  |
| 1975/76 | 24.   | 766,3  |